# سن-اوگوستن، سگنه-لاک-سن-ژان
سَن-اُگوستَن، ساگُنِه-لاک-سَن-ژان (به فرانسوی: Saint-Augustin، Saguenay–Lac-Saint-Jean) قصبه‌ای در  منطقه شهری ماریا-شاپدولن ناحیه سگنه-لاک-سن-ژان در استان کبک کانادا است. در سرشماری سال ۲۰۱۱ این قصبه ۴۱۳ نفر جمعیت داشته‌است و مساحت آن ۱۰۳٫۹۶ کیلومتر مربع است.